# Rikshospitalet
Rikshospitalet (tidigare skrivet Rigshospitalet) är ett norskt universitetssjukhus i Oslo, etablerat 1826. Från 1 januari 2009 är det en del av Oslo universitetssjukhus, som omfattar flera sjukhus i Oslo, och betecknas officiellt Oslo universitetssykehus, Rikshospitalet.